# Trogoptera maroniensis
Trogoptera maroniensis is een vlinder uit de familie van de Mimallonidae. De wetenschappelijke naam van de soort is voor het eerst geldig gepubliceerd in 1910 door Dyar.